# Valdetorres
Valdetorres község Spanyolországban, Badajoz tartományban. Valdetorres Guareña és Medellín községekkel határos. Lakosainak száma 1135 fő (2024).

## Népesség
A település népessége az utóbbi években az alábbiak szerint változott:
| Lakosok száma | 1387 | 1326 | 1315 | 1331 | 1279 | 1255 | 1221 | 1173 | 1170 | 1135 |
|               | 2001 | 2004 | 2006 | 2009 | 2011 | 2014 | 2016 | 2019 | 2021 | 2024 |